# Капкова, Лидия Александровна
Лидия Александровна Капкова (род. 22 октября 1950 года, Новороссийск, Краснодарский край) — советский и российский тренер по плаванию, Заслуженный тренер России. Гравный тренер юношеской сборной России по плаванию. Мастер спорта СССР. 

## Биография и карьера
Родилась 22 октября 1950 года в Новороссийске (Краснодарский край). Специализировалась в плавании, получив звание мастера спорта СССР. В 1973 году окончила Краснодарский государственный институт физической культуры (ГИФК).
1969–1973: Инструктор-методист в Учебно-плавательном бассейне ДОСААФ (Новороссийск).
С 1973: Тренер-преподаватель в спортивном клубе «Кедр» (Свердловск-44, ныне Новоуральск Свердловской области).
С сентября 2004: Тренер-преподаватель в ДЮСШ № 4 (Новоуральск).
С 2008: Тренер юношеской сборной России по плаванию.
С 2009: Старший тренер юношеской сборной России по плаванию.
С 2013: Главный тренер юношеской сборной России по плаванию.

## Лучшие ученики
Данила Изотов - заслуженный мастер спорта России, двукратный призёр Олимпийских игр, многократный чемпион мира, Европы, России, двукратный экс-рекордсмен мира, многократный рекордсмен России.
Евгения Чикунова - заслуженный мастер спорта России, многократный призер чемпионатов мира, чемпионка Европы, рекордсменка мира.

## Награды и достижения
Мастер спорта СССР
Заслуженный тренер России (2010)
Заслуженный работник физической культуры (2010)
Почётная грамота Президента Российской Федерации (2013)

## Цитата
Если смотреть на вещи максимально объективно, то наибольше количество медалей мы выиграли в 2015 году – и сразу 23 золотых на первенстве Европы. Чуть ли не в каждом заплыве ребята устанавливали различные рекорды. Наверное, могу сейчас сказать, что та команда была, что ли, наиболее плодовитой. Но никогда не произнесу вслух, и даже не подумаю, что такая команда была лучше, а такая хуже. Это и есть мое субъективное мнение, если хотите, моя субъективная оценка. Потому что надолго в памяти остается лишь хорошее. А хорошего, заметьте, много хорошего, рождающего исключительно положительные эмоции, дарила каждая наша сборная команда. И я уверена, что так и будет всё продолжаться.  